# Климат Аргентины

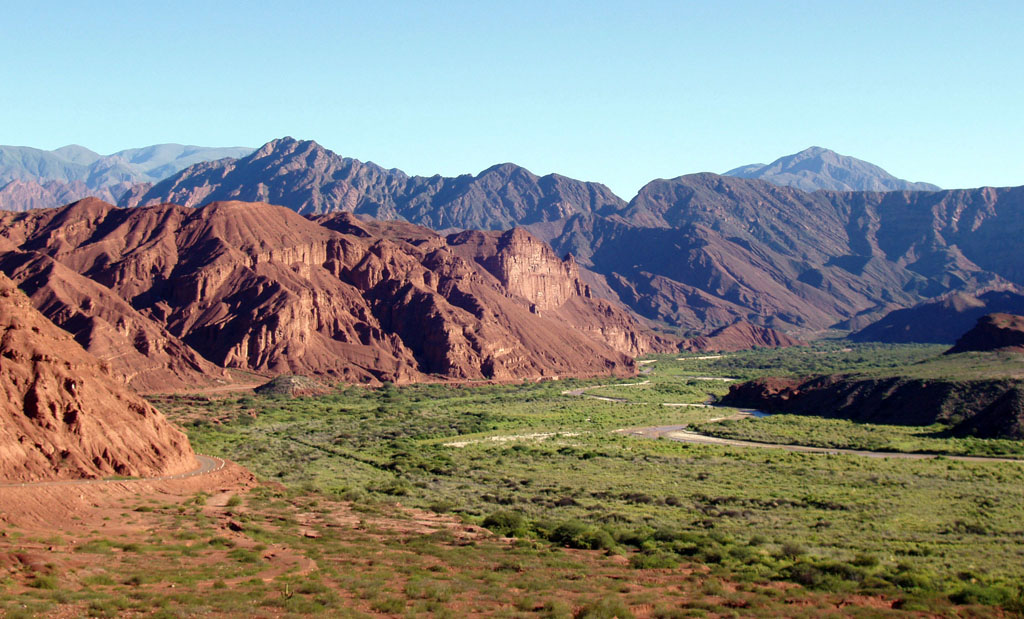
Жаркая и засушливая погода преобладает в северных регионах.

Классификация климатов Кёппена Аргентины

Аргентина отличается весьма разнообразными климатическими условиями. Север страны, включая широты расположенные на тропике Козерога и ниже, характеризуется жарким и влажным летом, а также умеренными, сухими зимами. Зимой также периодически случаются засухи. В Центральной Аргентине лето жаркое с частыми торнадо и грозами, зимы холодные. Для южных регионов характерно тёплое лето и холодные зимы с обильными снегопадами, особенно в горных районах. На возвышенностях во всех поясах условия более суровы.
Самые высокие и самые низкие показатели температуры в Южной Америке были зафиксированы именно в Аргентине. Самая высокая температура 47,3°C была отмечена в Кампо Галло (провинция Сантьяго-дель-Эстеро) 16 октября 1936 года. Самая низкая температура −40°C отмечалась (провинции Сан-Хуан) 8 июля 1966 года.
Климат Буэнос-Айреса, столицы Аргентины, характеризуется субтропическим влажным климатом с четырьмя сезонами, жарким летом и мягкой зимой.

## Времена года

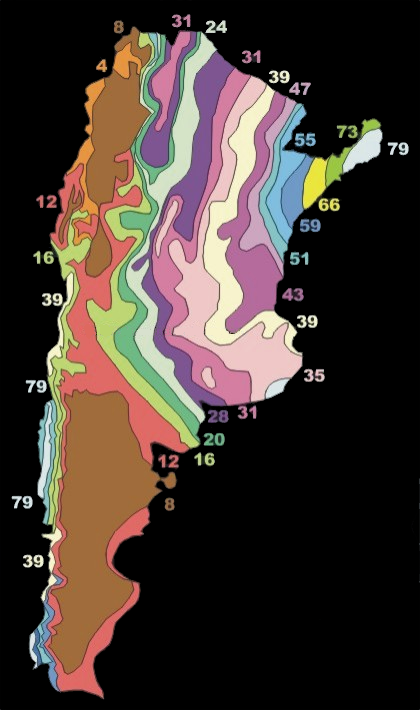
Среднегодовое количество осадков в Аргентине (в дюймах)

### Зима
Зимой (с июня по сентябрь) на равнинах Патагонии дуют сильные ветры, принося с собой холодные воздушные массы. В середине и в конце зимнего периода теплые ветра с севера способствуют мягким зимам. На западе и в центральной Аргентине ветер сухой и горячий. В южных и центральных регионах выпадает снег.

### Весна
В северных регионах весна очень короткая (сентябрь-декабрь), южнее она длится дольше (около трех месяцев на широте Буэнос-Айреса). Часты грозы и град. Температурные условия довольно мягкие, однако по ночам бывает прохладно.

### Лето
Летние (с декабря по март) температуры довольно сильно различаются, от среднего значения 9°C на юге до 27°C на севере. На короткое время температура может подниматься еще выше, до 45°C. Часты вторжения холодных воздушных масс с резким понижением температуры до 15°C.

### Осень
Осень (март-июнь) обычно мягкая и ветреная. На широте Буэнос-Айреса длится около трех месяцев.